# 帕伊米·德贝
帕伊米·德贝（英語：Kalzeubet Pahimi Deubet，1957年—）是查德商人、政治人物，曾任查德總理。
| 前任： 吉姆蘭加爾·達德納吉 | 查德總理 2013年－2016年 | 繼任： 阿爾貝·帕希米·帕達凱 |